# أر (يونكس)
أر، والمعروف أيضا ببساطة ar، هو أداة يونكس التي تحافظ على مجموعات من الملفات باعتبارها واحدة ملف الأرشيف. اليوم، يستخدم ar بشكل عام فقط لإنشاء وتحديث ملفات المكتبة الثابتة التي يستخدمها محرر الرابط أو رابط ولإنشاء حزم.deb لعائلة دبيان؛ يمكن استخدامه لإنشاء أرشيف لأي غرض من الأغراض، ولكن تم استبداله إلى حد كبير تار (حوسبة) لأغراض أخرى غير المكتبات الثابتة. يتم تضمين تطبيق ar كواحد من GNU Binutils.
في قاعدة لينكس القياسية، تم إهمال ar ومن المتوقع أن تختفي في إصدار مستقبلي من هذا المعيار. كان الأساس المنطقي المتوفر هو أن "LSB لا تتضمن أدوات مساعدة لتطوير البرامج ولا تحدد تنسيقات الملفات.

## تفاصيل تنسيق الملف

رسم تخطيطي يوضح بنية ملف مثال لملف .deb

لم يتم توحيد تنسيق ar ؛ تعتمد الأرشيفات الحديثة على تنسيق شائع مع اثنين من المتغيرات الرئيسية، BSD وSystem V (المعروف في البداية باسم COFF ، ويستخدمها أيضًا GNU وELF وواجهة برمجة تطبيقات ويندوز. )
تاريخياً، كانت هناك متغيرات أخرى  بما في ذلك نظام يونكس السادس ونظام يونكس السابع و AIX (صغيرة وكبيرة) ومتماسكة، والتي تختلف جميعها بشكل كبير عن التنسيق العام.
تستخدم محفوظات دبيان «. ديب» التنسيق الشائع.

### رأس الملف
يتضمن كل ملف مخزّن في أرشيف ar رأس ملف لتخزين معلومات حول الملف. التنسيق المشترك هو على النحو التالي. يتم تشفير القيم الرقمية في ASCII وجميع القيم مبطنة بشكل صحيح بمسافات ASCII (0x20).
| الأوفست | الطول | اسم                     | شكل       |
| ------- | ----- | ----------------------- | --------- |
| 0       | 16    | معرف الملف              | ASCII     |
| 16      | 12    | ملف تعديل الطابع الزمني | عدد عشري  |
| 28      | 6     | بطاقة هوية المالك       | عدد عشري  |
| 34      | 6     | معرف مجموعة             | عدد عشري  |
| 40      | 8     | وضع الملف               | أوكتال    |
| 48      | 10    | حجم الملف بالبايت       | عدد عشري  |
| 58      | 2     | إنهاء الشخصيات          | 0x60 0x0A |

## مثال للاستخدام
لإنشاء أرشيف من الملفات class1.o ، class2.o ، class3.o ، سيتم استخدام الأمر التالي: 
```
ar rcs libclass.a class1.o class2.o class3.o

```